# 安井恒介
安井 恒介（やすい こうすけ、2000年12月8日 - ）は、日本の男子バレーボール選手である。

## 来歴
大阪府豊中市出身。友人に誘われて中学2年生からバレーボールを始める。
尼崎市立尼崎高等学校、明治大学を経て、2022-23シーズン、V.LEAGUE DIVISION1 MEN（V1男子）に所属する堺ブレイザーズ（現・日本製鉄堺ブレイザーズ）の内定選手となった。
2023年、大学卒業後に、堺ブレイザーズに入団した。入団1シーズン目となる2023-24シーズンにV1男子の試合に出場し、Vリーグデビューを果たした。
2025年、日本代表に初選出された。

## 球歴
- 日本代表 （2025年-）

## 所属チーム
- 尼崎市立尼崎高等学校（2016-2019年）
- 明治大学（2019-2023年）
- 堺ブレイザーズ/日本製鉄堺ブレイザーズ（2023年-）